# Gilles-Marie Oppenord
Gilles-Marie Oppenord (Paris 1672-1742) est un dessinateur, graveur, décorateur et architecte français.

## Biographie
Né à Paris, il est le fils et l'élève de l'ébéniste néerlandais Alexandre-Jean Oppenord.
Après des études à Rome de 1692 à 1699 comme pensionné royal, il devient l'élève de Jules Hardouin-Mansart. 
Il participe à la décoration du Palais-Royal à Paris et contribué à la formation du style rocaille. Il est remarqué par le Régent et œuvre à l'amélioration du château de Villers-Cotterêts. Il meurt à Paris.
Il a comme élève Jacques-François Blondel.

## Œuvres principales
- Amiens :
  - décoration de la chapelle St-Jean-Baptiste de la cathédrale Notre-Dame d'Amiens, en 1708.

- Montmorency :
  - architecte de l'orangerie du château de Pierre Crozat.

- Paris:
  - maître-autel elliptique de l'abbaye de Saint-Germain-des-Prés en 1704
  - nef et le transept de l'église Saint-Sulpice (1718)
  - les trophées de chasse qui ornent la salle à manger de l'hôtel de La Trémoille lui sont attribués ; ils viennent de l'ancien hôtel de Pomponne (place des Victoires)

## Dessins
Beaux-Arts de Paris :
- L'Opéra du mont Olympe, Paris, 1734, série de dix-neuf dessins documentant deux projets différents[2]. Ce recueil est consacré à un théâtre lyrique, appelé aussi Théâtre Harmonique. Il comprend deux projets de théâtre accompagnés de plans, de sections transversale et longitudinale, d'élévations, de plafonds et de détails qui constituent une source précieuse pour percevoir les idées de l'architecte. Les armes de France, des fleurs de lys et le chiffre de Louis XV sur plusieurs feuilles ne laissent aucun doute sur l'identité du commanditaire présumé. Mais aucun document jusqu'à présent n'a pu confirmer cette hypothèse[3].

### Œuvres
- Gilles-Marie Oppenord, Carnet de dessins faits à Rome, Paris/Milan, Louvre Éditions, 2018, 91 p. (ISBN 978-88-99765-79-8) (notice)
- Dessins, couronnements et amortissements convenables pour dessus de porte, voussoirs, croisées, niches etc., Huquières, in4, Paris
- L'Art décoratif du XVIIIe siècle, Paris, 1888
- Œuvre, 120 planches